# Eugen A. Barasch
Eugen A. Barasch (n. 27 aprilie 1906, București – d. 24 noiembrie 1987, București) a fost un jurist român de origine evreiască , membru corespondent al Academiei Române.